# Saint-Barnabé, Québec
Saint-Barnabé, ibland kallad Saint-Barnabé-Nord för att skiljas från Saint-Barnabé-Sud, är en kommun av typen socken (municipalité de paroisse) i provinsen Québec i Kanada. Den ligger i regionen Mauricie, i den sydöstra delen av landet, 240 km nordost om huvudstaden Ottawa.